# Ellis Kolchin
Ellis Robert Kolchin (18 avril 1916 - 30 octobre 1991) est un mathématicien américain de l'Université Columbia. Kolchin obtient un doctorat en mathématiques de l'Université de Columbia en 1941 sous la supervision de Joseph Ritt. Il reçoit une bourse Guggenheim en 1954 et 1961.
Kolchin travaille sur l'algèbre différentielle et sa relation avec les équations différentielles, et fonde la théorie moderne des groupes algébriques linéaires. Il a comme doctorants Azriel Rosenfeld et Irving Adler.

## Publications
- E. R. Kolchin, « Differential algebraic groups », Boston, MA, Academic Press, 1985 (ISBN 978-0-12-417640-9, MR 776230)
- E. R. Kolchin, « Differential algebra and algebraic groups », Boston, MA, Academic Press, 1973 (ISBN 978-0-12-417650-8, MR 0568864)
- Ellis Kolchin, « Selected works of Ellis Kolchin with commentary », Providence, R.I., American Mathematical Society, 1999 (ISBN 978-0-8218-0542-8, MR 1677530)[1]